# Micròfon de pinça

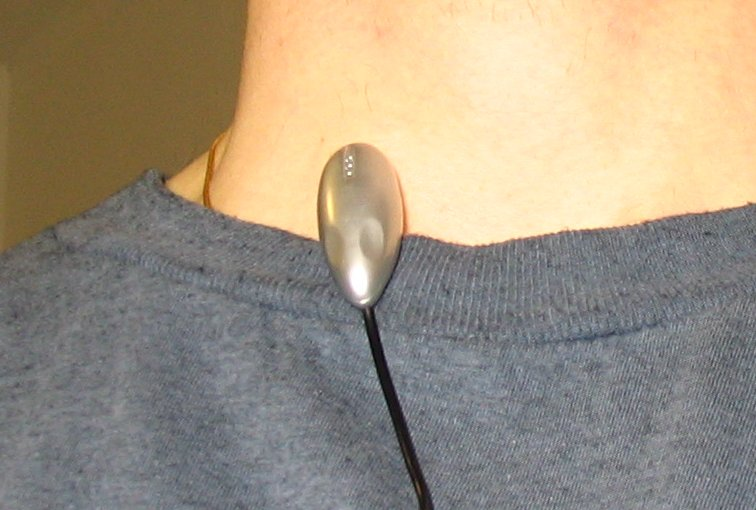
Micròfon de pinça enganxat en una samarreta

Un micròfon de pinça o micròfon lavalier (encara que no recollit al Termcat, també se l'anomena: micròfon personal, micròfon de clip o micròfon de solapa) és un tipus de micròfon diminut utilitzat en la presa de so en teatre, televisió i audicions públiques. Aquest tipus de micròfon permet a qui el porta tenir les mans lliures i li facilita el desplaçament per un escenari.

## Característiques
Són generalment equipats amb una pinça, de tal manera que queden subjectes a la roba (habitualment en solapes i colls, o també en corbates), encara que tradicionalment se solien suspendre d'un cordó penjat del coll.

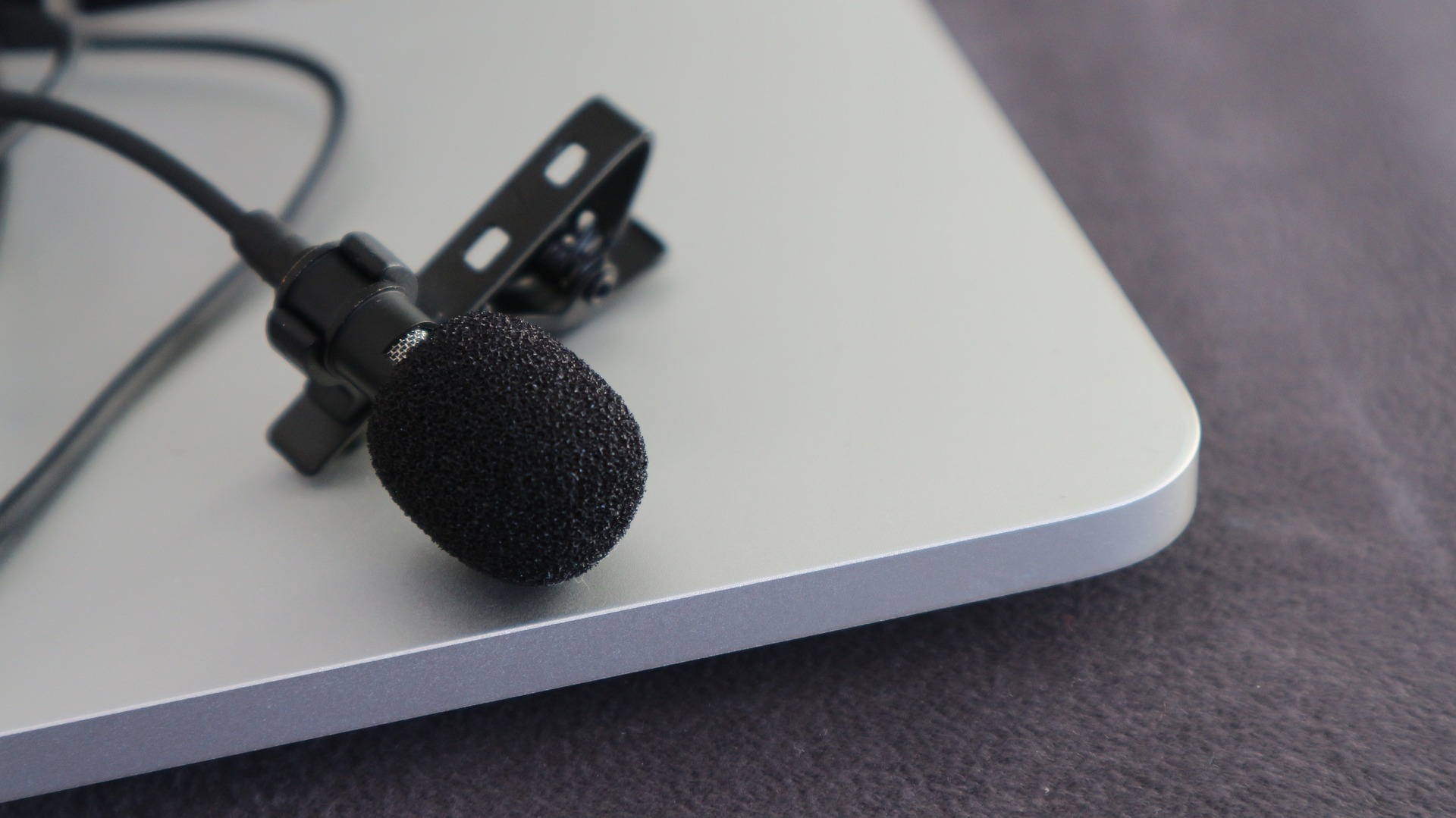
Micròfon lavalier de fil.

El cable pel qual es connecten amb l'equip de transmissió del senyal captat pot amagar-se entre la roba. Són freqüents els micròfons d'aquest tipus que incorporen un radiotransmissor (col·loquialment conegut com a petaca) col·locat a la butxaca o pres des d'un cinturó.
Aquests micròfons miniatura acostumen a estar dotats d'un conjunt de reixetes intercanviables de diferent espaiat, que permeten graduar la captació de diferents freqüències, potenciades per una cavitat ressonant. Un pic d'aproximadament 6 dB en la banda de 6–8 kHz es considera beneficiós per així compensar la pèrdua de claredat del so quan es munten sobre el pit, igual que el reforç d'alguns decibels en la freqüència entre els 10 i els 15 kHz si estan muntats en el cabell per sobre del front. Aquest mètode d'augmentar les altes freqüències no incrementa el soroll del senyal recollit, al contrari que si s'equalitzés electrònicament.
El micròfon lavalier va ser creat l'any 1932, any en què es van presentar diversos tipus de diferents tecnologies, com serien els models amb diafragmes de condensador, bobines dinàmiques, pastilles de carboni o cintes. El terme es va fer extensiu a qualsevol micròfon petit que pogués enganxar-se al trau d'un abric. Aquests micròfons oferien una llibertat de moviments desconeguda fins llavors.
El nom original en anglès donat a aquests micròfons, "lavalier", fa referència a una mena de penjoll que es porta al voltant del coll, coincidint amb el fet que diverses solucions pràctiques per a facilitar l'ús del micròfon implicaven penjar-lo del coll. Per exemple, en el cas dels dictàfons, durant la dècada dels 40 el micròfon es penjava d'un collaret per a permetre certa llibertat de moviments mentre es gravava la veu en un cilindre de cera. Els controladors aeris i els operadors telefònics també han fet ús de micròfons que, assegurats per una corretja al voltant del coll, se situaven sobre el pit de l'operador. D'igual manera, als anys 1950 alguns micròfons van ser dissenyats perquè es poguessin penjar amb un cordó al voltant del coll com, per exemple, el Model 647A de l'empresa Electro-Voice, un petit micròfon dinàmic omnidireccional. El 647A era lleuger (57 g) i relativament petit (19 mm de diàmetre i 92 mm de longitud). L'any 1954, Shure oferia un model una mica més gran, el 530 Slendyne, que podia utilitzar-se com un micròfon de mà, de taula, o fins i tot ser portat al voltant del coll amb un cordó com un "lavalier".

## Tècniques de muntatge
Els micròfons de pinça se subjecten de manera diferent segons la naturalesa del seu ús. En aplicacions de teatre o musicals, on el micròfon acostuma a amplificar la veu d'un actor o d'un cantant, se solen amagar en el cabell de l'intèrpret; aquest emplaçament elimina el soroll generat pel fregament del micròfon contra la roba pels moviments. També permet evitar l'anacronisme que suposaria l'aparició de personatges clàssics, molt anteriors a l'època de la invenció del micròfon, carregant aquests dispositius. Ocasionalment, s'utilitzen micròfons de diadema, amb un color similar al de la pell, quan els actors o cantants han d'executar moviments ràpids o passos de ball mentre canten o parlen, com en alguns espectacles musicals o en certes conferències i presentacions especialment dinàmiques. Un micròfon de diadema és bàsicament un micròfon de pinça dotat d'un mínim suport de plàstic o de metall que permet subjectar-ho al capdavant o a una orella de l'intèrpret.

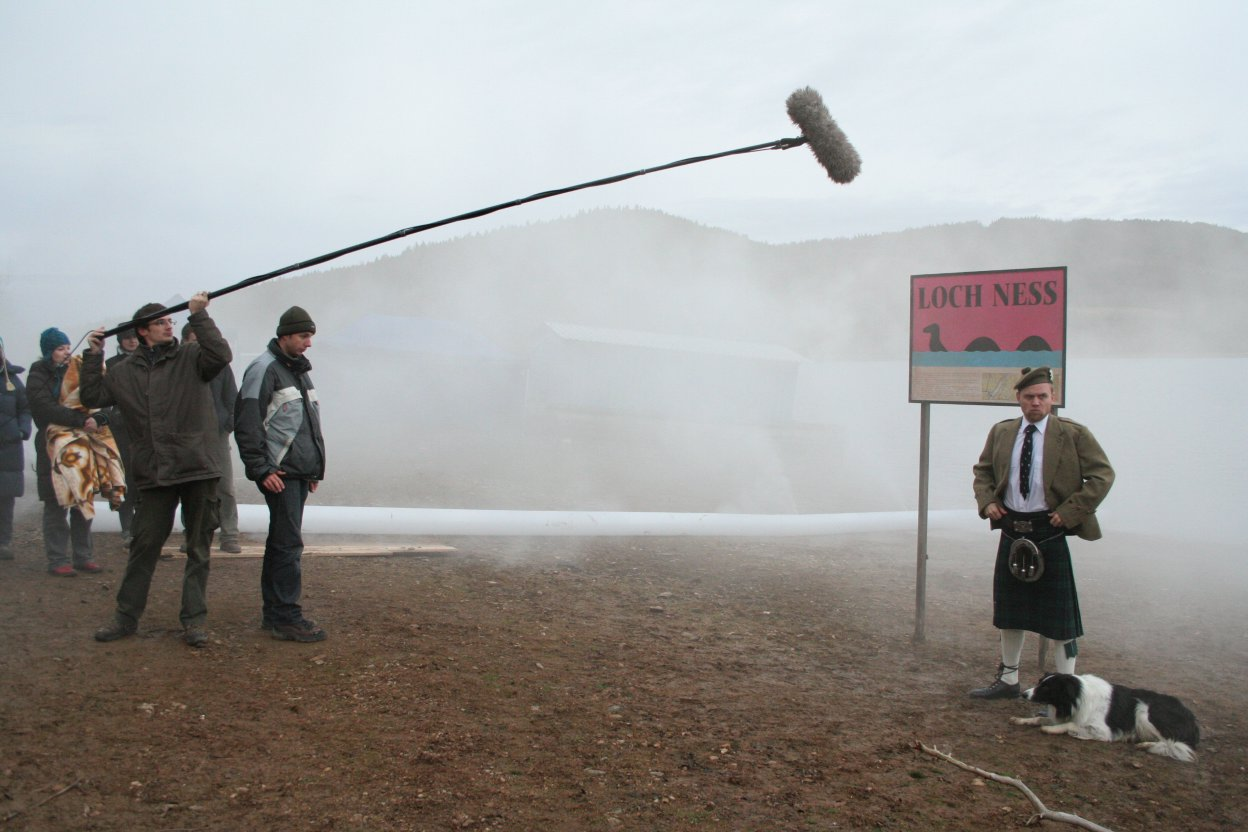
Micròfon suspès d'una perxa, substituït per micròfons de pinça en plans molt oberts, en els quals és impossible deixar la girafa fora de l'enquadrament.

En aplicacions televisives i documentals, el micròfon normalment se subjecta amb la seva pinça a una peça de la roba del locutor, com el coll d'una camisa, en una corbata o la pinça d'una jaqueta. Gairebé sempre s'acostumen a amagar sota la roba dels intèrprets quan es tracta de pel·lícules de cinema o sèries de televisió. El micròfon de la perxa de so (la clàssica "girafa" que situa el micròfon fora de pla sobre el cap dels actors en els rodatges cinematogràfics) en general proporciona un so més natural i de millor qualitat que un micròfon de pinça, i és gairebé sempre la primera elecció de l'equip de so; no obstant això, per a les preses d'exterior, sovint pot ser més pràctic utilitzar micròfons de pinça (la perxa de so acostuma a capturar el so d'ambient, cosa que pot embrutar el so dels diàlegs). Aquesta situació es dona especialment quan es roden plans oberts, en els quals l'operador de so no pot situar-se prop dels intèrprets per a aconseguir una bon senyal. En aquests casos, un micròfon lavalier amagat entre la roba dels actors permet obtenir un senyal prou bona per a gravar correctament una conversa. Per a minimitzar el problema del soroll generat pel fregament del micròfon contra la roba, els tècnics de so a vegades emboliquen el cap dels micròfons dins d'una pell suau; o els col·loquen dins d'una esponja buida, darrere d'una targeta, un botó, o dins del nus d'una corbata.
La caixa del transmissor (la "petaca") a la qual es connecta el micròfon, també pot necessitar ser amagada sota la roba d'una persona. Normalment, se subjecten amb corretges elàstiques que serveixen per a mantenir el transmissor ocult en diversos llocs amb espai suficient, com a la part posterior de la cintura, just per sobre de la línia del cinturó; al costat de la cuixa sota una faldilla o vestit; sobre els turmells per sota els pantalons; o fins i tot a l'interior d'una bota.

## Docència
En el 1984, un estudi administrat per la Universitat de Cornell va concloure que l'ús de micròfons personals en l'àmbit acadèmic era beneficiós per a la propagació de la informació. En permetre que un conferenciant pugui moure's lliurement per la sala, l'ús d'aquests micròfons facilita que es pugui oferir una estimulació visual contínua a l'audiència, mantenint la seva atenció més temps o de manera més eficaç. Fins i tot en aules petites, amb audiències de vint-i-cinc o menys persones, es va provar la importància de la llibertat de moviment de les mans del conferenciant per a aconseguir una estimulació visual i capturar i mantenir l'atenció de l'audiència.

## Galeria d'imatges

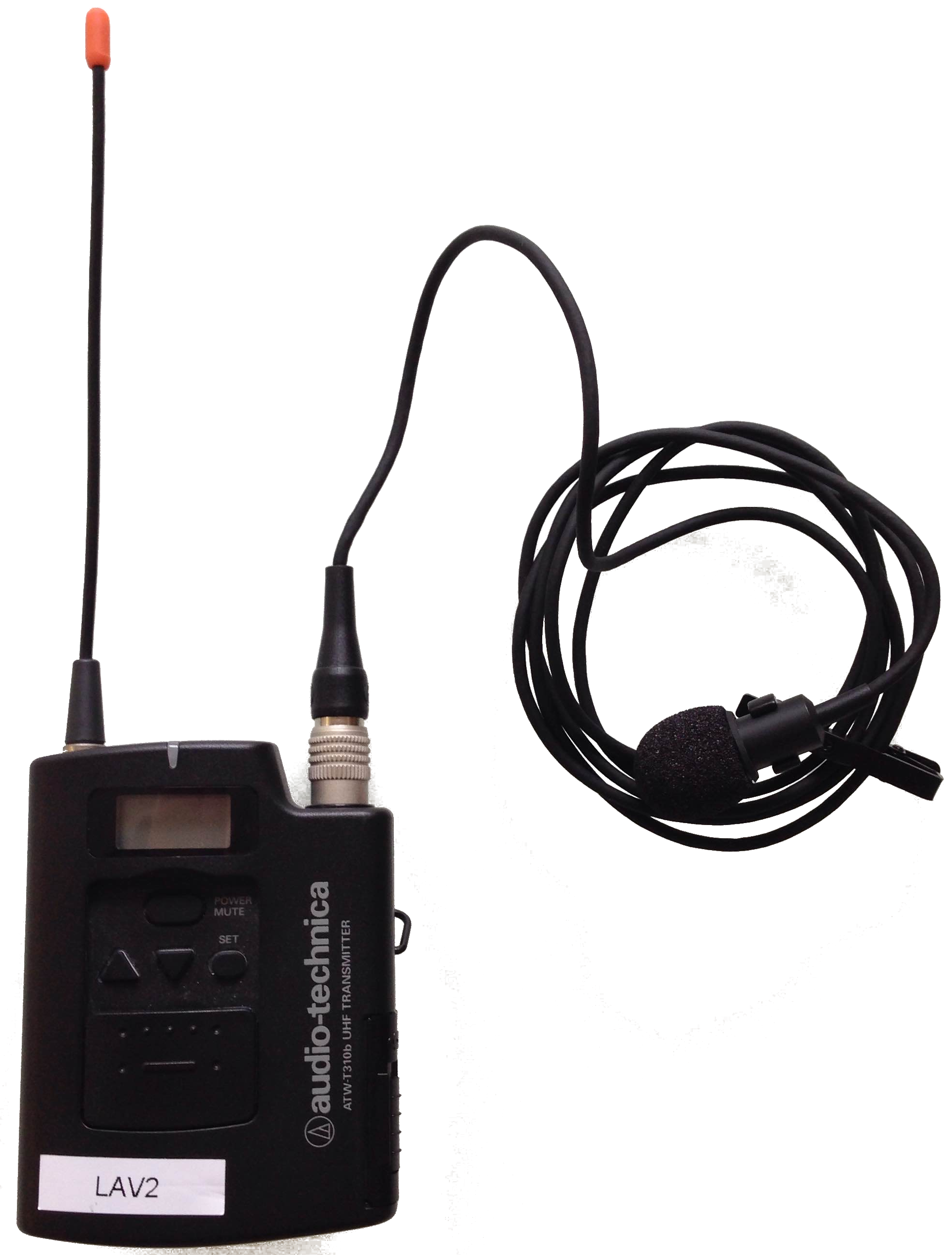
Micròfon personal sense fil, amb el seu radiotransmissor ("petaca")
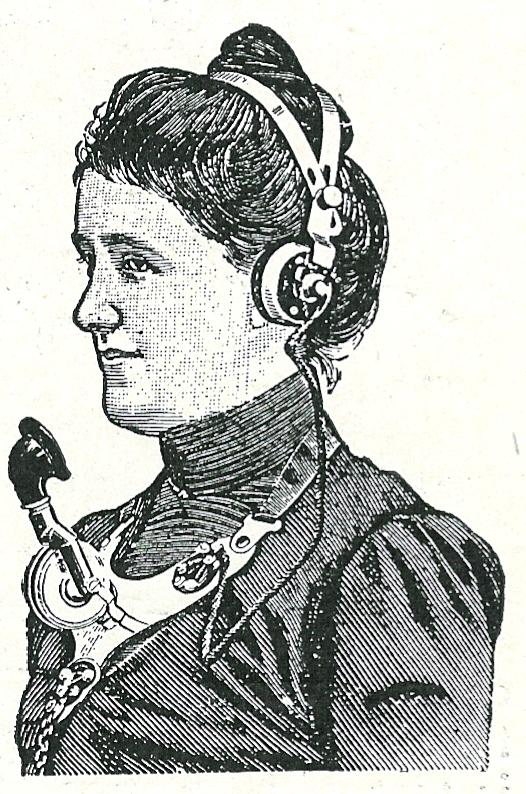
Un dels primitius micròfons subjecte per una corretja al voltant del coll, utilitzat per una operadora telefònica.